# Vail, Colorado
Vail là một thị trấn thuộc quận Eagle, tiểu bang Colorado, Hoa Kỳ. Thành phố có diện tích 12,23 km² (4,72 dặm vuông), dân số thời điểm năm 2020 theo điều tra của Cục điều tra dân số Hoa Kỳ là 4.835 người. Là nơi sở hữu Vail Ski Resort, núi trượt tuyết lớn nhất tại Colorado, thị trấn cũng cũng được biết tới với các khách sạn, nhà hàng và nhiều sự kiện khác nhau được tổ chức thường niên như Vail Film Festival (Lễ hội Phim Vail), Vail Resorts Snow Days (Ngày Tuyết Khu Nghỉ Dưỡng Ở Vail) và Bravo! Vail (Hoan hô! Vail). 